# Cumbre de Estambul de 2004
La Cumbre de Estambul de 2004 fue la 17° cumbre de la OTAN que tuvo lugar en Estambul, Turquía, del 28 al 29 de junio de 2004. Los jefes de Estado y de Gobierno de la OTAN se reunieron para tomar decisiones formales sobre temas de seguridad. En general, la Cumbre es vista como una continuación del proceso de transformación que se inició en la Cumbre de Praga de 2002, con la expectativa de crear un cambio de una alianza surgida en el marco de la Guerra Fría contra el bloque soviético a una coalición del siglo XXI contra nuevas amenazas de seguridad. La Cumbre se compuso de cuatro reuniones.
Los miembros de la OTAN dieron la bienvenida a siete nuevos miembros de la alianza durante la reunión del Consejo del Atlántico Norte en una decisión destinada a expandir la presencia de la OTAN en la Guerra de Afganistán y poner fin a su presencia en Bosnia. Asimismo, se acordar ayudar a Irak con entrenamiento, lanzar una nueva iniciativa de asociación y adoptar medidas para mejorar las capacidades operativas de la OTAN.
La reunión del Consejo OTAN-Rusia se destacó principalmente por la ausencia tanto del presidente de Rusia Vladímir Putin y de cualquier progreso relativo a la ratificación de la adaptación del Tratado de las Fuerzas Armadas Convencionales en Europa o el retiro de las tropas rusas de Georgia y Moldavia. Los líderes de la OTAN acogieron con beneplácito los avances realizados por Ucrania hacia su ingreso a la reunión de la Comisión Ucrania-OTAN y discutieron algunos temas más bien general y simbólicos con sus contrapartes no miembros de la OTAN durante la reunión del Consejo de asociación euro-atlántica.
Debido a los temores del Gobierno turco de un atentado terrorista, las medidas de seguridad durante la Cumbre fueron extremas. Se reunieron manifestantes de todo el mundo para protestar contra la OTAN y contra la política exterior de los Estados Unidos bajo la presidencia de George W. Bush, mientras que la propia Cumbre perdió cobertura mediática en la prensa mundial debido a la inesperada transferencia de la soberanía iraquí, que coincidió con el primer día de la Cumbre, el 28 de junio.

## Medidas de seguridad
El Gobierno turco tomó medidas de seguridad sin precedentes para salvaguardar la Cumbre de la OTAN de ataques terroristas. Se temía en especial una repetición de los atentados de Estambul de 2003 que mataron a más de 60 personas. El temor de las autoridades quedó respaldado por el arresto de 16 personas en Bursa a inicios de mayo por sospecha de planificar un atentado en la Cumbre. La policía decomisó armas, explosivos, folletos para preparar bombas y 4000 discos compactos con recomendaciones de entrenamiento por Osama bin Laden y se cree que los sospechosos eran miembros del grupo islámico radical Ansar al Islam, presuntamente relacionado con Al Qaeda. El 24 de junio, explotaron dos bombas: una en un ómnibus de Estambul que mató a 4 personas (incluyendo al terrorista) y la otra fuera de un hotel en Ankara donde se alojaría el presidente de Estados Unidos George W. Bush. Además, el 25 de junio, se hallaron explosivos en un automóvil estacionado en el principal aeropuerto de Estambul.
Las medidas de seguridad incluyeron barcos de guerra y comandos turcos en botes de goma patrullando el Bósforo, así como aviones de vigilancia con el sistema de alerta temprana y control aerotransportado y cazas F-16 sobrevolando la ciudad para supervisar la zona libre de vuelos sobre la misma. Asimismo, se asignaron entre 23.000 y 24.000 oficiales de policía, apoyados por helicópteros y vehículos armados de la policía. El estrecho del Bósforo también fue cerrado para los petroleros, el sistema de trenes subterráneo fue suspendido y todos los distritos de la ciudad fueron cerrados. A pesar de todas estas medidas, una pequeña bomba o artefacto explosivo explotó en un avión vacío de Turkish Airlines el 29 de junio mientras unos trabajadores estaban limpiándolo en el aeropuerto principal de Estambul. Tres de los trabajadores terminaron ligeramente heridos.
La extensión de la disrupción ocasionada por las medidas de seguridad fue criticada por varios periódicos turcos. Por ejemplo, el periódico Cumhuriyet tildó la situación como "una total desgracia" y comentó que Estambul y Ankara parecía como "ciudades fantasmas por un par de días, encarcelando a la gente, vaciando las calles y deteniendo los botes." Más tarde, el periódico añadió que personas murieron debido a que los servicios de emergencia no fueron capaces de llegar a socorrerlos.

## Manifestaciones

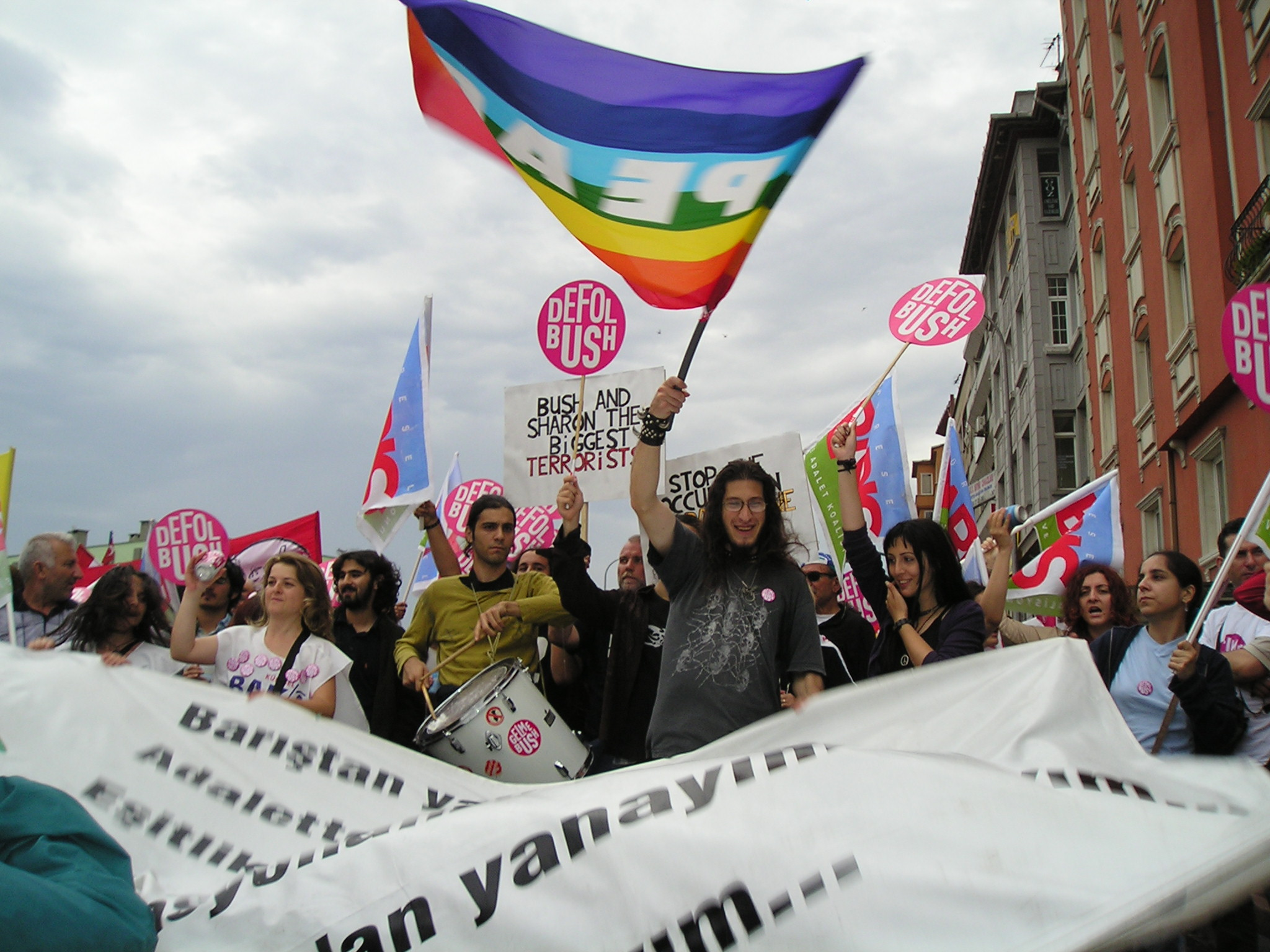
Manifestantes protestan contra la Cumbre en Estambul.

En junio, hubo un incremento de las manifestaciones en contra de la próxima Cumbre de la OTAN, lo que resultó en protestas casi a diarios en las calles de Turquía. Por ejemplo, el 16 de junio, la policía de choque turca detuvo a unas 40 personas durante una manifestación y el 21 de junio la policía utilizó gases lacrimógenos, coches anti-motines y vehículos blindados para dispersar a los activistas que colocaron barricadas en las calles y lanzaron bombas de gasolina. A lo largo de junio, manifestantes anti-OTAN de todo el mundo se reunieron en Estambul para protestar.
Las protestas incluyeron el rechazo a la política exterior estadounidense (especialmente oposición contra la Guerra de Afganistán y la Guerra de Irak liderada por Estados Unidos), oposición a la presencia de la OTAN en los Balcanes, oposición contra la propia OTAN o contra un nuevo rol de la OTAN, oposición contra la continua existencia de armas nucleares y denuncias de que Estados Unidos abusó de la OTAN para apoyar sus políticas en Afganistán, Irak y el amplio Medio Oriente.
Un día antes de la Cumbre, el presidente de Estados Unidos George W. Bush viajó a Ankara, la capital de Turquía para adelantar reuniones con líderes turcos. Entonces y durante la Cumbre, las manifestaciones se hicieron más grandes y decenas de miles de turcos salieron a las calles de Estambul para protestar. El 28 de junio, unos manifestantes trataron de interrumpir la reunión de la OTAN mediante la organización de varias manifestaciones masivas simultáneas en toda la ciudad. La policía antimotines lanzó gas lacrimógeno a los manifestantes anti-OTAN cuando los manifestantes y la policía se enfrentaron en las calles. Al menos 30 personas, incluyendo a cinco oficiales de policía, fueron heridas cuando se produjo el choque entre la policía y los manifestantes anti-OTAn que lanzaban piedras y bombas de petróleo. Unas 20 personas fueron detenidas en estas protestas.